# Levin Schücking

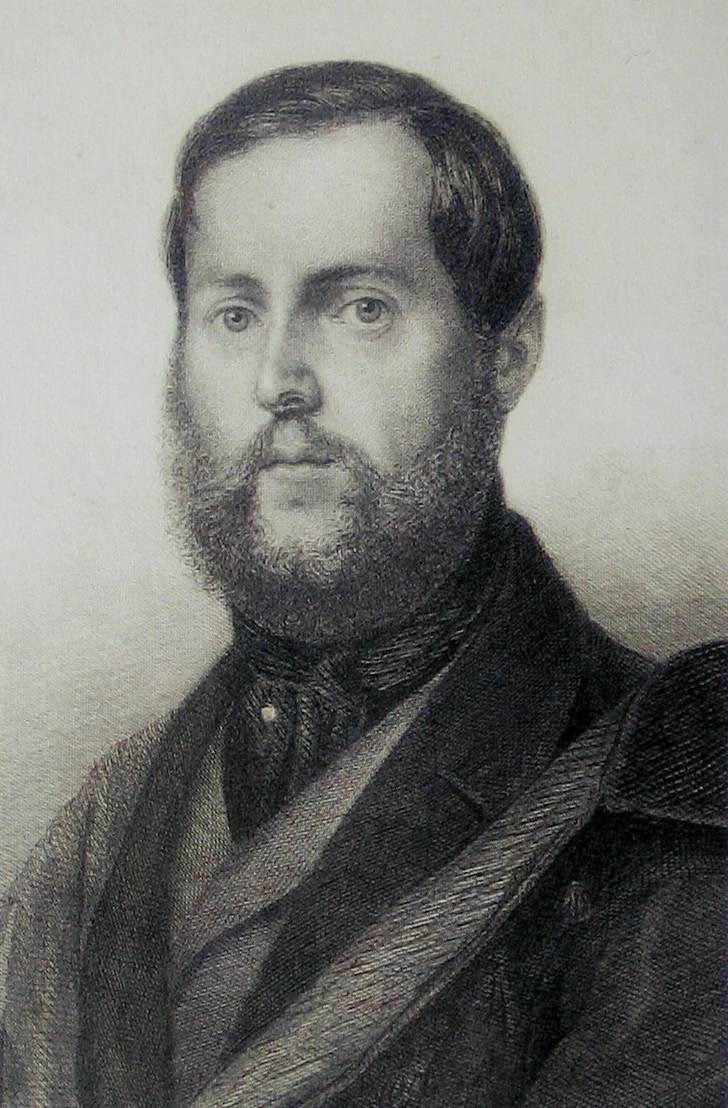
Levin Schücking, 1848

Christoph Bernhard Levin Matthias Schücking (* 6. September 1814 in Meppen; † 31. August 1883 in Pyrmont) war ein deutscher Schriftsteller und Journalist.

## Leben
Levin Schücking war der älteste Sohn des Arenbergischen Amtmanns, Richters und Religionshistorikers Paulus Modestus Schücking und von dessen Ehefrau, der Dichterin Katharina Sibylla Schücking geb. Busch und stammt aus der westfälischen Patrizierfamilie Schücking. Für beide Eltern ist eine Abstammung von nicht-legitimierten Söhnen aus Adelsgeschlechtern wie den Droste zu Hülshoff im 16. Jahrhundert nachgewiesen. Er verbrachte seine Kindheit und Jugend bis 1829 im Marstall des barocken Jagdschlosses Clemenswerth in Sögel, Emsland. Nach dem Umzug nach Münster im Jahr 1829 besuchte er das dortige Gymnasium Paulinum; nach einem weiteren Umzug nach Osnabrück 1831 das dortige Gymnasium Carolinum, an dem er 1833 sein Abitur ablegte.
Schücking studierte in München, Heidelberg und Göttingen Rechtswissenschaften und kam nach abgeschlossenem Jurastudium 1837 zurück nach Münster, wo er im Kreis der sogenannten „Heckenschriftsteller-Gesellschaft“ mit Elise Rüdiger, Annette von Droste-Hülshoff, Luise von Bornstedt, Wilhelm Junkmann und Christoph Bernhard Schlüter verkehrte. Er gab schon bald die juristische Laufbahn auf und wandte sich ganz der Literatur zu. Um ihn dabei zu fördern, stellte Annette von Droste zu Hülshoff ihm eigene Beiträge zur Verfügung, die er z. B. bei seiner Mitarbeit am Werk Das malerische und romantische Westphalen (1841) verwertete.
Ab 1838 arbeitete Schücking an Karl Gutzkows Zeitschrift Telegraph für Deutschland mit und wurde durch diesen entscheidend gefördert. Er veröffentlichte auch viele Beiträge in Johann Friedrich Cottas Morgenblatt für gebildete Leser und in anderen belletristisch-kritischen Blättern.
1841 wurde er durch die Vermittlung seiner ‚mütterlichen‘ Freundin Annette von Droste-Hülshoff Bibliothekar bei deren Schwager, dem Freiherrn Joseph von Laßberg auf Schloss Meersburg am Bodensee. 1842/43 erhielt er eine Anstellung als Prinzenerzieher beim Fürsten Wrede in Mondsee bei Salzburg, bevor er im Herbst 1843 als Redakteur der Allgemeinen Zeitung, der damals einflussreichsten Zeitung Deutschlands, nach Augsburg berufen wurde.
Am 7. Oktober 1843 heiratete er die Schriftstellerin Louise von Gall, mit der er sich lange zuvor nur aufgrund eines intensiven Briefwechsels verlobt hatte. Er zog 1845 von Augsburg nach Köln, wo er das Feuilleton der Kölnischen Zeitung leitete, reiste 1846 im Auftrag der Zeitung nach Paris und 1847 für längere Zeit nach Rom. In Paris traf er mehrfach mit Heinrich Heine zusammen. Bis 1852 blieb er Feuilletonredakteur der Kölnischen Zeitung.
Ende 1852 zog er sich auf sein Anwesen im westfälischen Sassenberg zurück. 1855 starb hier seine Frau. Schücking arbeitete weiterhin für zahlreiche Zeitschriften und Tageszeitungen, verfasste Romane, Novellen, Reisebücher, kleine Feuilletons und Rezensionen, reiste 1862 zur Weltausstellung nach London, 1864 erneut nach Italien, 1867 zur Weltausstellung nach Paris und hielt sich immer wieder für längere Zeit in Münster auf.
Schücking starb im Alter von 68 Jahren an Bauchspeicheldrüsenkrebs im Sanatorium seines Sohnes, des Geheimen Sanitätsrats Adrian Schücking in Bad Pyrmont. Sein Grabdenkmal befindet sich auf dem Friedhof an der Lortzingstraße in Bad Pyrmont.

## Familie
Mit seiner Frau Louise, geb. von Gall, hatte Schücking fünf Kinder:
- Lothar Carl Levin Schücking (* 19. Dezember 1844; † 25. April 1901, Patin ist Annette von Droste-Hülshoff)
- Adrian Christoph Bernard Schücking (* 13. Juli 1852; † 2. Juni 1914)
- Gerhardine Friederike Juliane C. Schücking (* 10. Januar 1846; † 22. Oktober 1906)
- Theophanie Elfriede Sabine C. Schücking (* 19. April 1850; † 23. Mai 1903), und
- Adolfine Schücking (* 19. September 1854; † 9. Dezember 1854).

Theophanie (Rufname: Theo) Schücking war die erste Lebensgefährtin der Schweizer Schriftstellerin Meta von Salis. Aus der Ehe Lothar Carl Levin Schückings mit Luise Wilhelmine Amalie geb. Beitzke (1849–1920) gingen die Söhne Lothar Engelbert Schücking (1873–1943), Walther Schücking (1875–1935) und Levin Ludwig Schücking (1878–1964) hervor.

## Literarisches Schaffen
Schücking hat ein vielseitiges und umfangreiches Werk hinterlassen, das fast alle literarische Gattungen einschließt, hinsichtlich der Bedeutung aber schwankt. Besonders als Erzähler und Kritiker spielte er mehrere Jahrzehnte lang eine große Rolle in der Literatur. Landschaftlicher Hintergrund vieler seiner Erzählwerke sind Westfalen und das Rheinland, was ihm die Bezeichnung eines „westfälischen Walter Scott“ eintrug. Seine unbändige Fabulierlust, seine Neigung zu romantischen Verwicklungen und spannenden, abenteuerlichen Geschichten machten ihn beim Lesepublikum zwischen 1850 und 1880 außerordentlich populär. Er pflegte in seine Erzählwerke aber auch anregende und geistreiche Gespräche einzuflechten und weltanschauliche Positionen sowie Zeitfragen kontrovers zu diskutieren. Neben Zeitromanen schrieb er zahlreiche historische Romane und Novellen, aber auch Reiseliteratur, biographische Werke, Dramen und Gedichte.

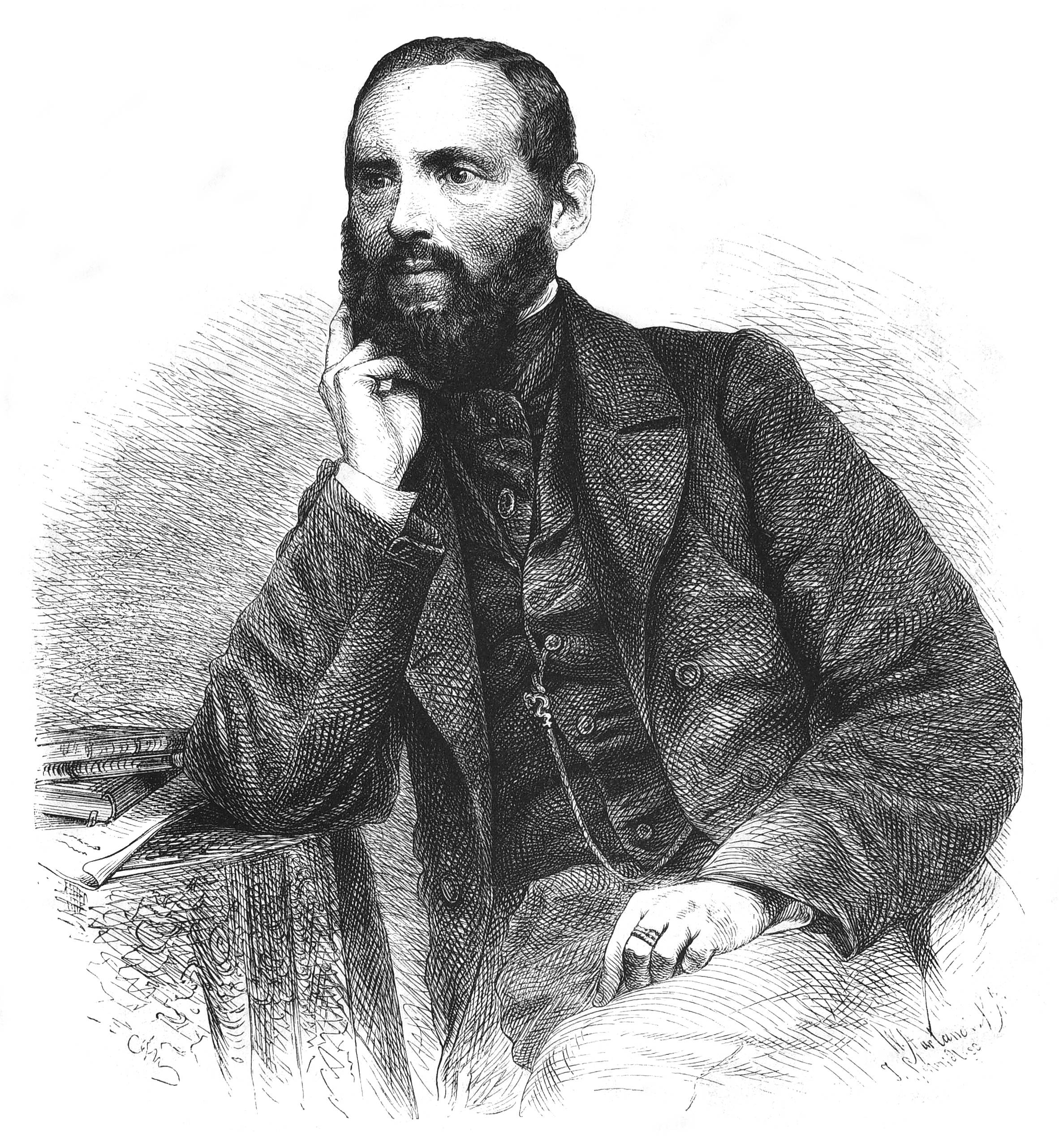
Porträt aus: Die Gartenlaube 1862

Als Journalist publizierte er eine unüberschaubare Anzahl literaturkritischer, feuilletonistischer Arbeiten und Essays, die weitestgehend verschollen und bibliographisch bislang nicht erschlossen sind. So verfasste er auch für die von 1850 bis 1865 beim Österreichischen Lloyd in Triest erschienene Monatsreihe Illustrierte[s] Familienbuch regelmäßig Literaturkritiken.
Schückings journalistischer Beruf und seine herausragende Stellung als Autor führten ihn mit vielen prominenten Zeitgenossen des politischen und kulturellen Lebens zusammen. Aufschlussreich sind in diesem Zusammenhang seine Lebenserinnerungen, die allerdings mit dem Jahr 1849 abbrechen und unvollendet blieben. Die Beziehungen zu seinem Förderer Karl Gutzkow, seinem Freund Ferdinand Freiligrath und zu seiner langjährigen Weggefährtin Annette von Droste-Hülshoff sind für Schückings Entwicklung von großer Bedeutung gewesen. Mit den drei Autoren arbeitete er ebenso zusammen wie mit seiner Frau Louise von Gall. So veröffentlichte er gemeinsam mit Freiligrath 1841 Das malerische und romantische Westphalen und schrieb zusammen mit Annette von Droste-Hülshoff die Novelle „Der Familienschild“, die 1841 im Morgenblatt für gebildete Leser erschien. Später gab er Droste-Hülshoffs Werke heraus, verfasste eine erste Biographie über sie und setzte sich stark für ihr literarisches Werk ein. Wenig schmeichelhaft ist das Bild, das er in dem Roman Die Ritterbürtigen (1846) in der Figur der intriganten Stiftsdame Allgunde Gräfin von Quernheim von ihr zeichnet. Diese bewusst karikierende Darstellung führte zum endgültigen Bruch mit der Freundin.
Schücking bewunderte den schottischen Romanschriftsteller Walter Scott und ließ sich von ihm ebenso beeinflussen wie von der Prosa des Jungen Deutschland.

## Gedenken
In einigen Städten und Gemeinden wurden nach Levin Schückings Tod Straßen nach ihm benannt, so u. a. eine Straße in Dortmund, eine Allee in Münster und ein Weg in Wickede (Ruhr). Auch in Sassenberg und in Warendorf gibt es eine Schücking-Straße.
Am Schwarzen Bären in Göttingen befindet sich seit 1933 eine Göttinger Gedenktafel für ihn.
1997 konnte aufgrund von Privatinitiativen in Sögel ein Schücking-Museum eingerichtet werden, das u. a. Exponate aus dem Nachlass Levin Schückings zeigte und sich der Erforschung des Nachlasses und der Pflege des literarischen Erbes Schückings widmete. Das Museum präsentierte eine Dauerausstellung, die sich auch mit Louise von Gall, Alfred Schücking, Modestus Schücking, Catharina Busch und Annette von Droste-Hülshoff beschäftigte. Gleichzeitig wurde eine Schücking-Gesellschaft gegründet. 2003 musste das Museum jedoch geschlossen werden, da eine langfristige finanzielle Unterstützung des Museums durch die öffentliche Hand nicht erreicht werden konnte. Im Zuge der Museumsschließung löste sich auch die Schücking-Gesellschaft wieder auf.

## Werke
- (Mit Ferdinand Freiligrath): Das malerische und romantische Westphalen. Volckmar, Leipzig 1841.
- Der Dom zu Köln und seine Vollendung. Boisserée, Köln 1842.
- Ein Schloß am Meer. 2 Bände. Cotta, Stuttgart 1843,
- Gedichte. Cotta, Stuttgart/Tübingen 1846.
- Novellen. 2 Bände. Heckenast, Pest/Leipzig 1846 (Inhalt: Der Syndikus von Zweibrücken, Nur keine Liebe, La Fleur, Das Banquet auf Chicksand Castle, Ein Geusenabenteuer, Der Familienschild, Wein- und Liebeshandel, Großkinder).
- Die Ritterbürtigen. 3 Bände Brockhaus, Leipzig 1846.
- Eine dunkle That. Brockhaus, Leipzig 1846.
- Eine Römerfahrt. Hölscher, Koblenz 1848. (Digitalisat)
- Heinrich von Gagern. Ein Lichtbild. Du Mont-Schauberg, Köln 1849.
- Faustina. Drama in vier Aufzügen. Köln 1852 (als Manuskript gedruckt).
- Ein Staatsgeheimnis. 3 Bände. Brockhaus, Leipzig 1854.
- (Hrsg.) Welt und Zeit. Aus dem Nachlaß eines russischen Diplomaten. Schindler, Berlin 1855.
- Eine Eisenbahnfahrt durch Westfalen. Brockhaus, Leipzig 1855.
- Der Held der Zukunft. Herzabek, Prag 1855.
- Die Sphinx. Roman. Brockhaus, Leipzig 1856.
- Von Minden nach Köln. Brockhaus, Leipzig 1856.
- Paul Bronckhorst oder Die neuen Herren. Roman. 3 Bände. Brockhaus, Leipzig 1858.
- Die Rheider Burg. Erzählung. 2 Bände. Kober & Markgraf, Prag 1859.
- Gesammelte Erzählungen und Novellen. 6 Bände. Rümpler, Hannover 1859–1866.
- Bilder aus Westphalen. Friedrichs, Elberfeld 1860.
- Annette von Droste, ein Lebensbild. Rümpler, Hannover 1861.
- Die Marketenderin von Köln. 3 Bände. Brockhaus, Leipzig 1861.
- Eines Kriegsknechts Abenteuer. 2 Bände. Günther, Wien/Leipzig 1861.
- Die Geschworenen und ihr Richter. 3 Bände. Rümpler, Hannover 1861.
- Verschlungen Wege. 3 Bände. Rümpler, Hannover 1867.
- Schloß Dornegge oder Der Weg zum Glück. 4 Bände. Brockhaus, Leipzig 1868.
- Die Malerin aus dem Louvre. 4 Bände. Rümpler, Hannover 1869.
- Jean-Jacques Rousseau. Zwei Episoden aus seinem Leben. Günther, Leipzig 1870.
- Luther in Rom. 3 Bände. Rümpler, Hannover 1870.
- Deutsche Kämpfe. 2 Bände. Leipzig: Günther, Leipzig 1871.
- Die Heiligen und die Ritter. 4 Bände. Rümpler, Hannover 1873,
- Der Kampf im Spessart. F. A. Brockhaus, Leipzig 1875. (Die Gartenlaube, Heft 27–39, 1869.)
- Das Recht des Lebenden. Roman. 3 Bände. Brockhaus, Leipzig 1880.
- Etwas auf dem Gewissen. Spemann, Stuttgart 1882.
- Lebenserinnerungen. 2 Bände. Schottlaender, Breslau 1886. Neuausgabe: Walter Gödden, Jochen Grywatsch (Hrsg.): Lebenserinnerungen. (= Veröffentlichungen der Literaturkommission für Westfalen. Band 38, Reihe Texte Band 14). Aisthesis, Bielefeld 2009, ISBN 978-3-89528-760-2.
- Die Schwester. In: Deutscher Novellenschatz. Hrsg. von Paul Heyse und Hermann Kurz. Bd. 15. 2. Aufl. Berlin, [1910], S. 169–291. In: Weitin, Thomas (Hrsg.): Volldigitalisiertes Korpus. Der Deutsche Novellenschatz. Darmstadt/Konstanz, 2016. (Digitalisat und Volltext im Deutschen Textarchiv)

## Übersetzungen
- Anna Jameson: Shakespeare’s Frauengestalten. Charakteristiken. Bielefeld: Velhagen & Klasing 1840. (William Shakespeare’s sämmtliche dramatische Werke. Supplementband.)
- Le Sage: Der hinkende Teufel. 2 Bde. Hildburghausen: Bibliographisches Institut, 1866
- Rousseau: Bekenntnisse. 2 Bde. Hildburghausen: Bibliographisches Institut, 1870

## Briefe
- Briefe von Levin Schücking und Louise von Gall. Hrsg. v. Reinhold Conrad Muschler. Mit e. biograph. Einl. von Levin Ludwig Schücking. Leipzig: Grunow 1928.
- Briefe von Annette von Droste-Hülshoff und Levin Schücking. Hrsg. v. Reinhold Conrad Muschler. 3. stark verm. Aufl. Leipzig: Grunow 1928.
- Der Briefwechsel zwischen Karl Gutzkow und Levin Schücking 1838–1876. Hrsg., eingel. u. kommentiert von Wolfgang Rasch. Bielefeld: Aisthesis 1998. ISBN 3-89528-156-5